# Al-Shihr
Al-Shiḥr (in arabo الشحر‎?), è una città  dello Yemen, sulla costa del governatorato di Hadramawt, nel sud-est del Paese.